# Sofia Rosinsky
Sofia Rosinsky, née le 10 juin 2006 à Los Angeles (Californie), est une actrice américaine notamment connue pour son rôle dans le film The Door (2016).

## Carrière
En 2022, elle tient l'un des rôles principaux de la série télévisée Paper Girls, adaptation de la bande dessinée du même nom écrite par Brian K. Vaughan et illustrée par Cliff Chiang,.

## Filmographie

### Cinéma
- 2016 : The Door : Lucy
- 2017 : Our Little Secret : Aibigail
- 2018 : The Passing Parade : l'enfant intérieur d'Errol
- 2018 : Where Is She Now : la luthiste
- 2019 : A Wake : Molly
- À venir : Nightley Isle : Austin

### Télévision

#### Séries télévisées
- 2016 : Esprits criminels : Unité sans frontières : Grace Wagner
- 2019 : Fast Layne : Zora Morris (8 épisodes)[3]
- 2022 : Paper Girls : Mac Coyle (8 épisodes)
- 2023 : Young Sheldon : Tonya (2 épisodes)
- 2023 : Meurtres et Autres Complications : Yeva
- À venir : The GreenRoom

#### Téléfilms
- 2013 : Bloodline : Bird
- 2015 : Family Fortune : Fortune jeune
- 2016 : My Best Friend : Shelby
- 2016 : Forever Boys : Blanche

## Distinctions
- 2017 : 38e cérémonie des Young Artist Awards : Meilleure actrice dans un film - Jeune actrice